# Salon d'automne de Lyon
Le Salon d'automne de Lyon est une exposition d'art qui se tint de 1902 à 1987 au Palais Bondy à Lyon.

## Histoire
Née d'une scission de la Société lyonnaise des beaux-arts, la Société des artistes lyonnais organise son propre salon à partir de 1901. Parmi les fondateurs figurent Saint-Cyr Girier (1837-1911), Charles Jung (1865-1936), Jacques Martin (1844-1919), Eugène Baudin (1843-1907), Charles Lacour (1863-1941), Adrien Godien (1873-1949), Germain Détanger (1846-1902) et le sculpteur Pierre Devaux (1865-1938). Le premier Salon se déroule en février 1902 au palais du Commerce de Lyon. 
À partir de 1907, son exposition est décalée au mois de novembre et prend le nom de Salon d'automne. Comme le Salon des indépendants de Paris, il n'a ni jury ni récompense et n'aura que temporairement un comité de sélection. Les artistes exposants doivent être lyonnais ou rhodaniens. Ceux qui sont originaires de la ville, mais qui habitent ailleurs ne sont acceptés que sur invitation. Un catalogue est édité là l'occasion de chaque Salon. 
Le Salon d'automne devient la tribune de l'art moderne à Lyon. Parmi les nombreux artistes qui y ont exposé, on remarque Adrien Bas, Louis Bouquet, Eugène Brouillard, Émilie Charmy, Pierre Combet-Descombes, Paul Leriche, Philippe Pourchet, Marcel Roux, Tony Garnier, Germaine de Roton etc.
Une partie de la scène artistique d'avant-garde lyonnaise n'y trouve pas sa place, le groupe des Ziniars fonde un salon concurrent :le Salon du Sud-Est, en 1925 pour les accueillir. 
Le Salon d'automne se divise en deux parties entre 1919 et 1938 : l'une est consacrée aux artistes invités, l'autre aux sociétaires. Le dernier Salon d'automne a lieu en 1987.
La plupart des œuvres peuvent être acquises mais restent exposées jusqu'à la fin du Salon.

## Expositions
En 1935 se tient l'exposition « Aéro-peinture : les futuristes italiens », organisée par Paul Creyssel, président du Salon. Il est assisté pour sa mise en place par les peintres Filippo Marinetti et Fillia.

## Localisation
D'abord situé dans la salle des réunions industrielles du palais du Commerce de Lyon, le Salon d'automne déménage en 1905 au Palais Bondy.

## Galeries

Catalogues du Salon d'automne de Lyon
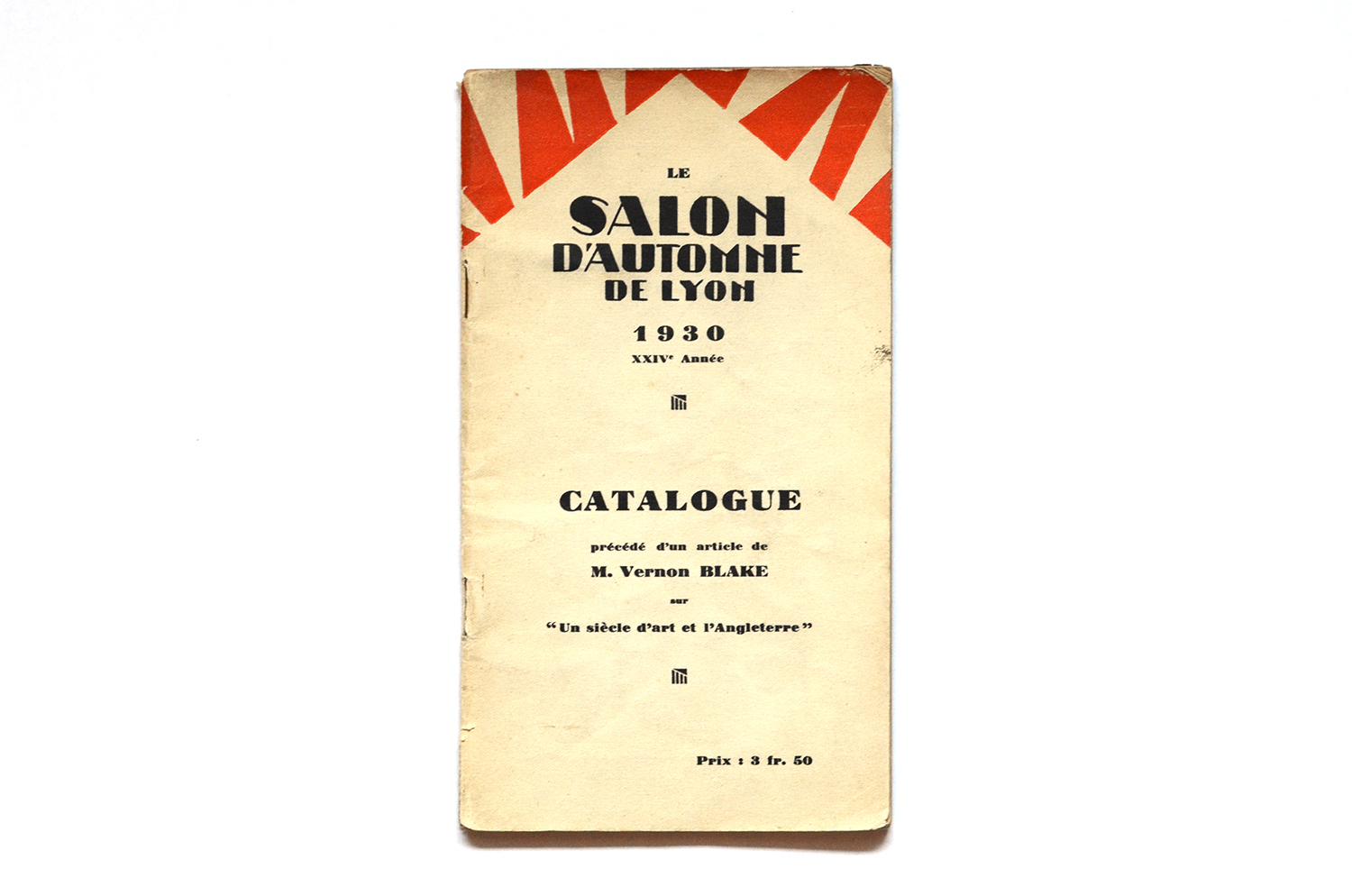
1930
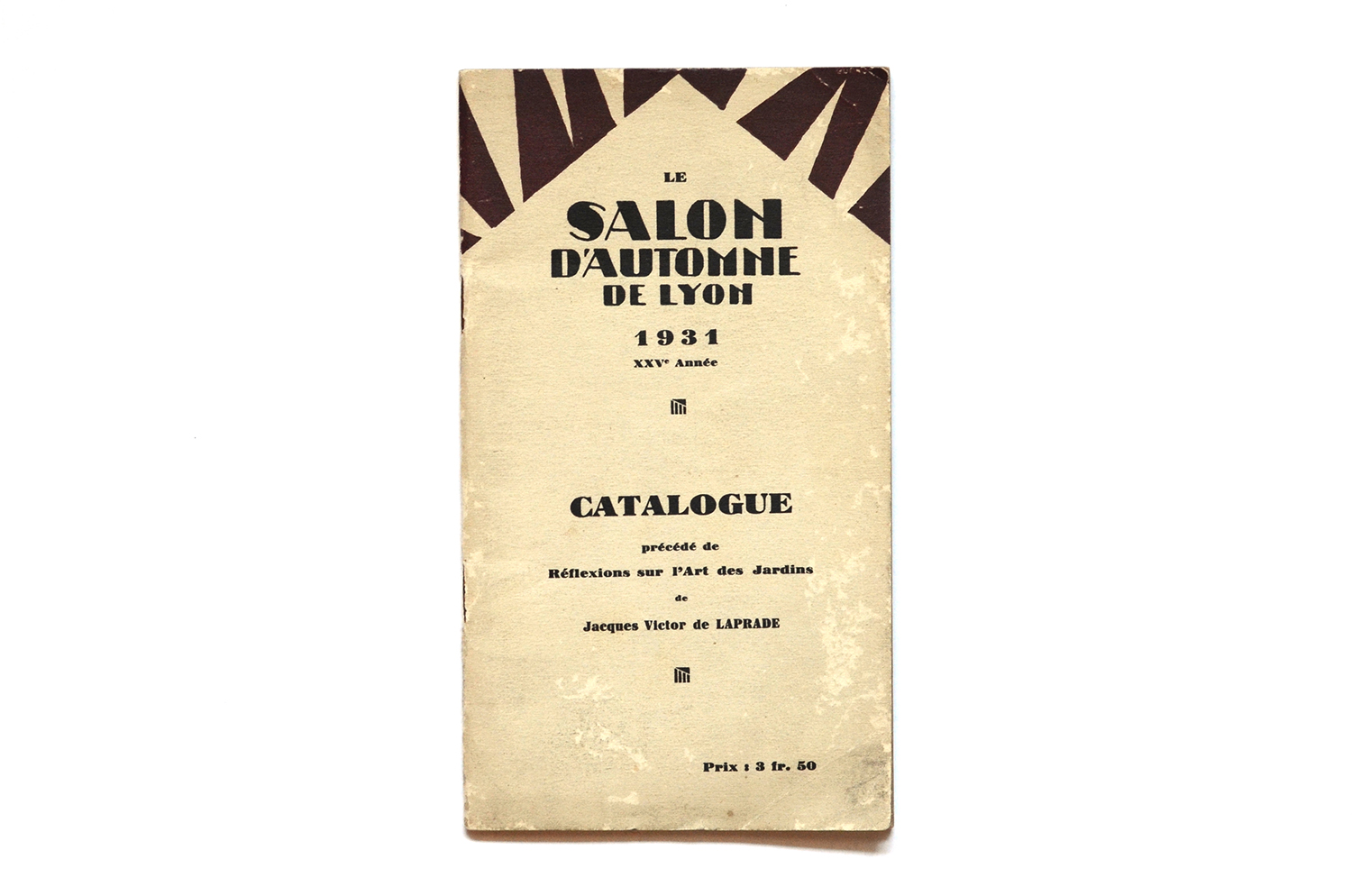
1931
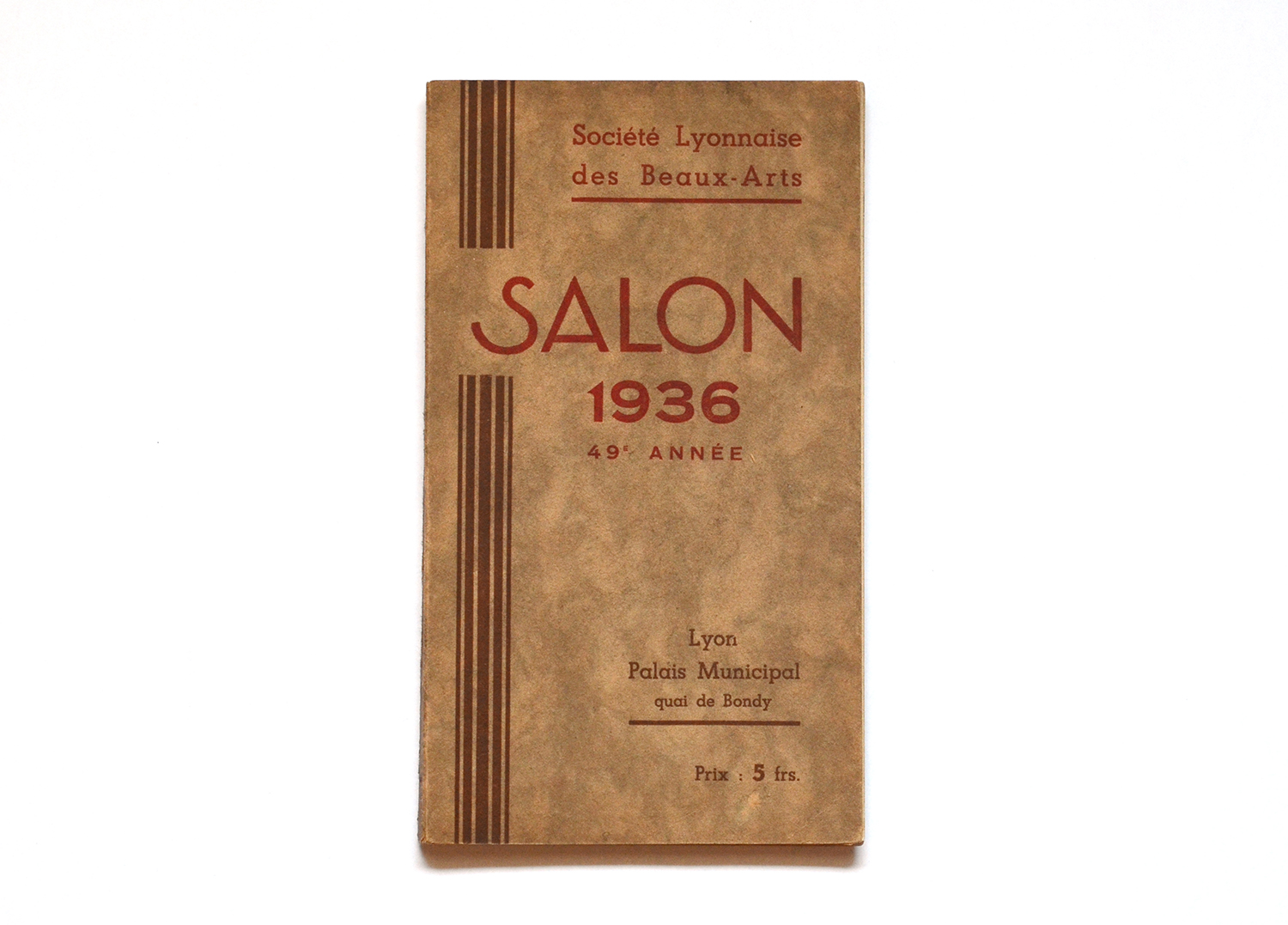
1936
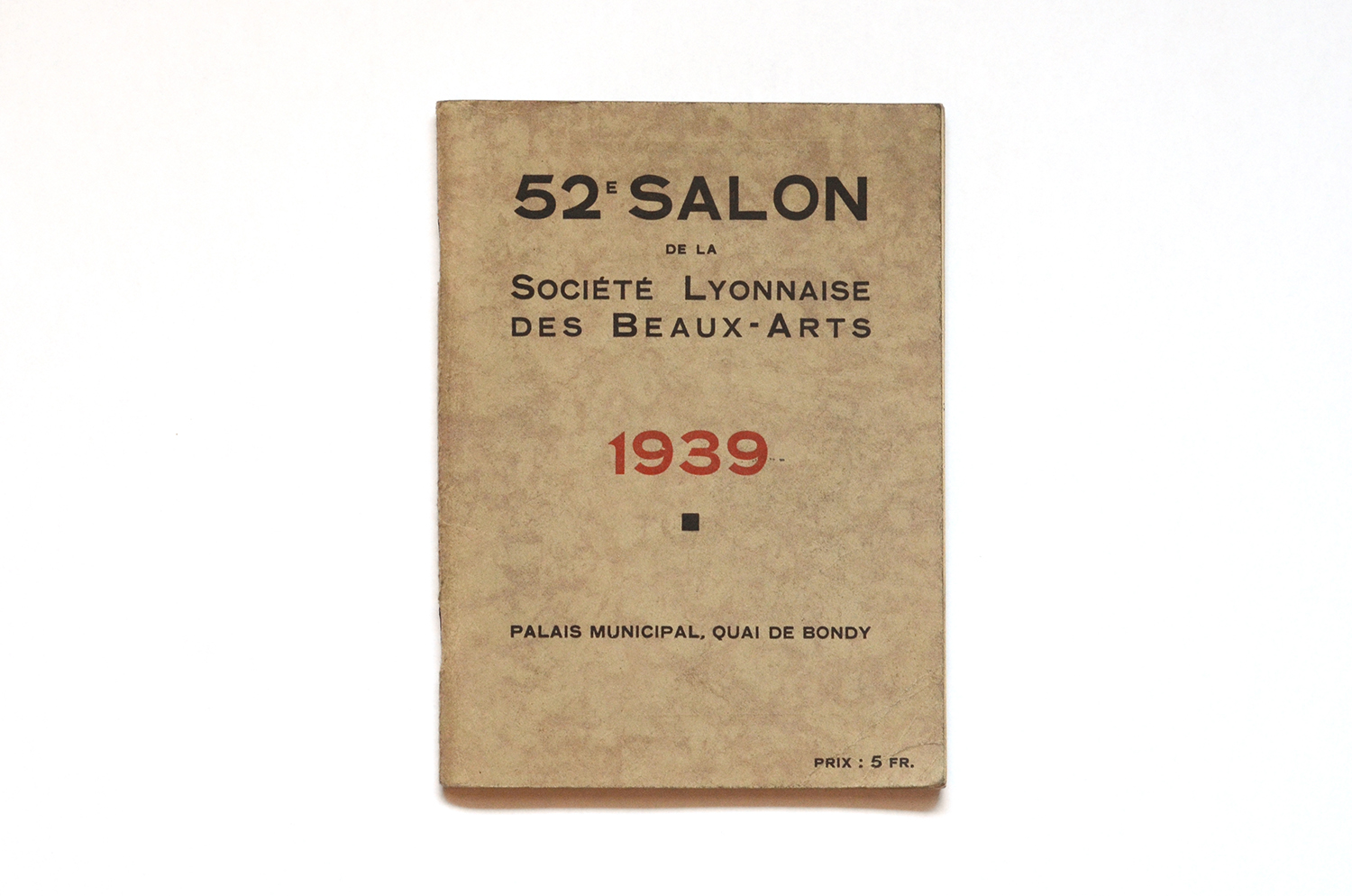
1939
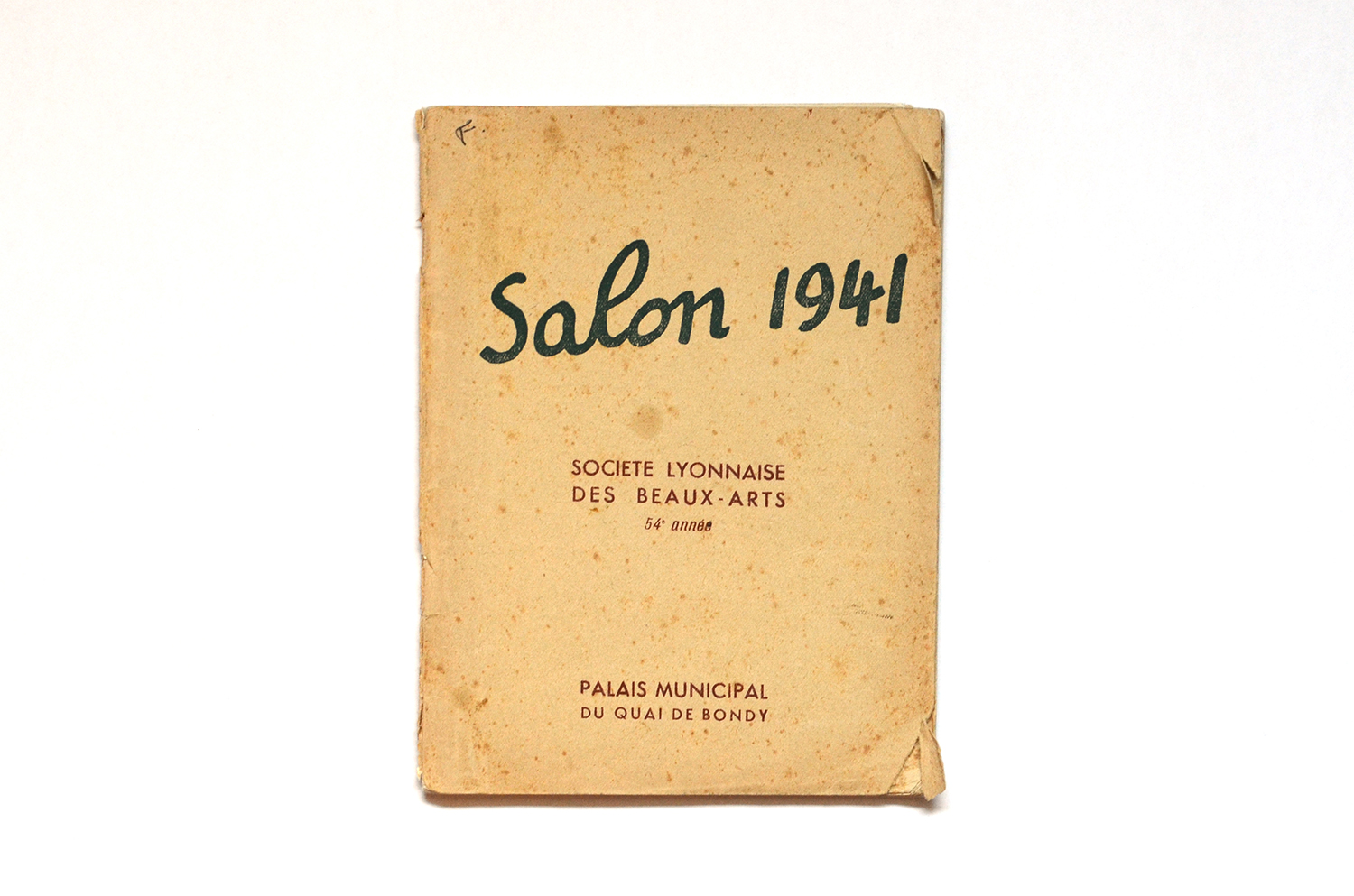
1941
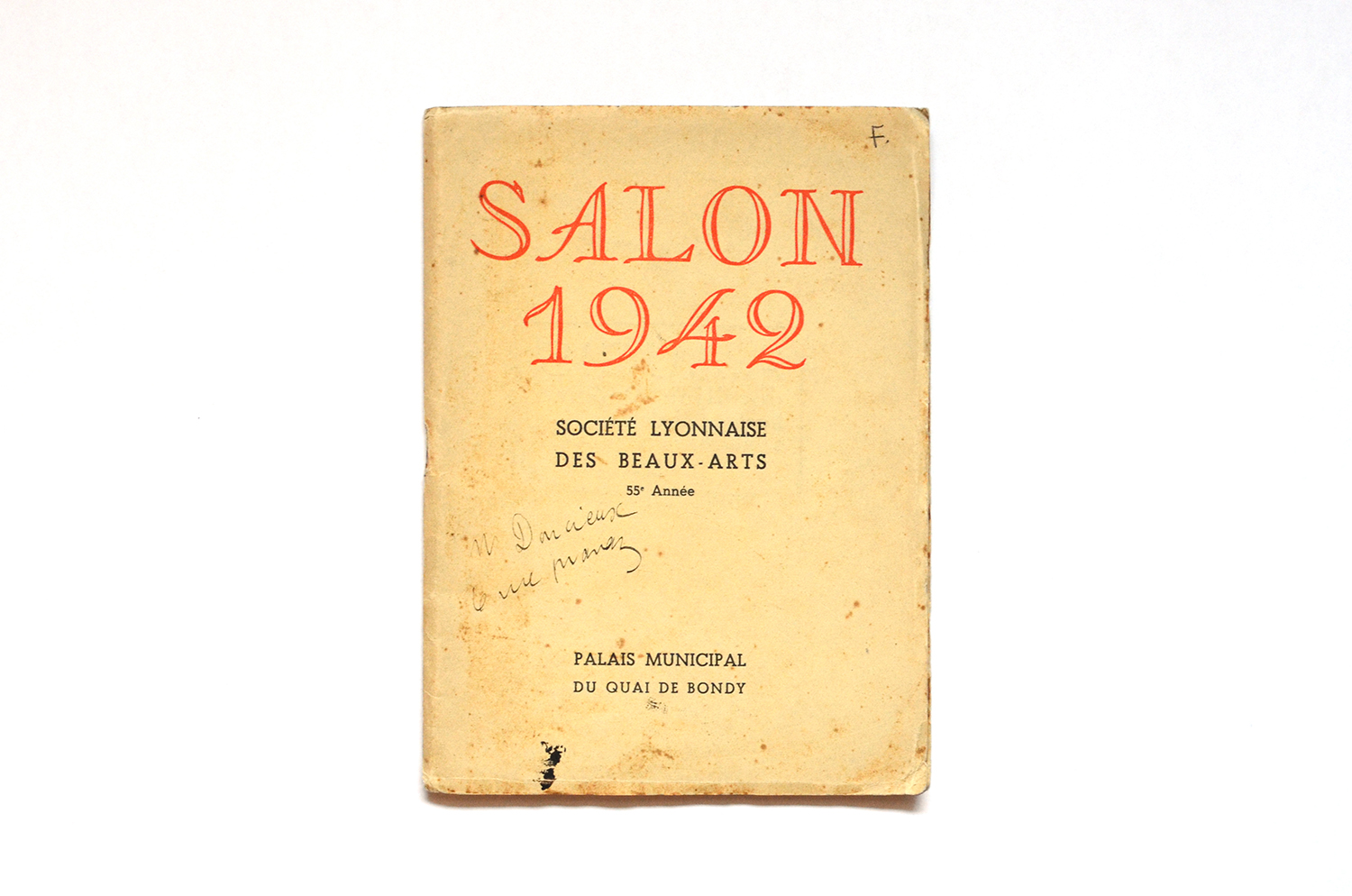
1942
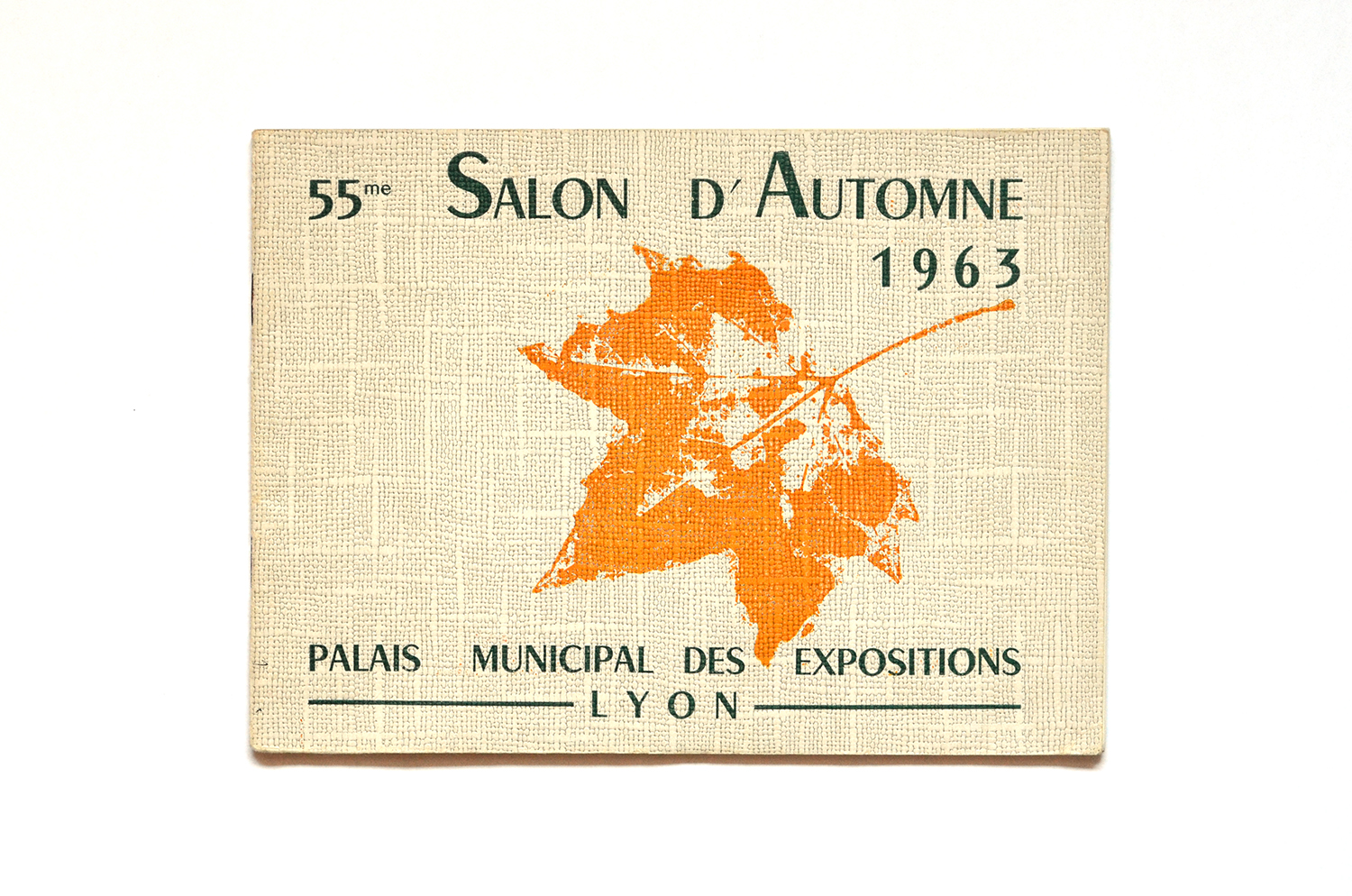
1963